# Guerra de ídolos
Guerra de ídolos es una telenovela estadounidense escrita por Mariano Calasso y producida por Estudios TeleMéxico para Telemundo en 2017. Es la primera telenovela musical de Telemundo, la cual aborda todo lo que se encuentra detrás de la industria musical.
Esta protagonizada por Alberto Guerra y María León; y con las participaciones antagónicas de Alejandro de la Madrid y Juan Pablo Medina. Cuenta con las actuaciones estelares de Erika de la Rosa, Marco Treviño, Fernando Cabrera, Fabiola Campomanes y Carmen Beato; además de la actuación especial de José María Torre y Daniel Elbittar.

## Sinopsis
Mateo Solar es el mejor compositor y productor musical del momento, tanto en los géneros regionales como urbanos. Miembro de una familia de artistas de origen latino establecido en Houston, comete el "error" de enamorarse de Manara; una cantante a quien planean lanzar como una nueva estrella del pop. Pero quien trajo a Manara a él fue Amado Matamoros; hermano de Manara y Julia, traficante de personas y armas, que ha controlado la vida de sus hermanas. Manara, a diferencia de Julia, sabe perfectamente quién es Amado, pero lo mantiene en secreto para proteger a su hermana, que es la luz de sus ojos y que la ha protegido desde que murió su madre. La tormentosa relación entre Mateo y Manara va en contra de muchos intereses, desencadenando ambiciones y una guerra en los escenarios, que se extenderá desde Los Ángeles hasta Houston, y desde Monterrey hasta la Ciudad de México, exponiendo el lado más oscuro del mundo de la música.
Mateo descubre que Matamoros mató a su hermano y a su padre, ahora la lucha comienza cuando Mateo quiere vengarse por la muerte de su hermano y su padre, mientras trata de proteger a Manara, el amor de su vida.

## Reparto
- Alberto Guerra - Mateo César Solar[7]
- María León - Manara Matamoros[8]
- Daniel Elbittar - Julio César Solar[9]
- Alejandro de la Madrid - Rafael "Rafa" Zabala
- Juan Pablo Medina - Amado Matamoros[10][11]
- José María Torre - Isaac César Solar
- Marco Treviño - Moisés Solar
- Fernando Cabrera - Ernesto Zabala
- Erika de la Rosa - Selva Treviño de Matamoros
- Fabiola Campomanes - Itzel Paz de Zabala
- Carmen Beato - Celestina Solar
- Vince Miranda - Valentín Vargas
- Alejandro Speitzer - Nicolás "Nico" Zabala Paz
- Claudio Lafarga - Lorenzo Treviño
- Sheryl Rubio - Julia Matamoros[12]
- Sofía Lama - Gilda César Solar[13]
- Juliana Galvis - "La Davis"
- Ximena Ayala - Agustina Osorio
- Rodolfo Arias - Gabriel Treviño
- Viviana Serna - Belinda Guerrero
- María Adelaida Puerta - Bárbara Montoya
- Manuel Balbi - David
- Briggitte Beltrán - Victoria Aguilar
- Pedro Capó - Dylan Santillana
- Christian Pagán - Cristian Rodríguez[14]
- Luis Figueroa - Diego León
- Alex Garza - Leticia Bravo
- Eduardo Tanus - Santiago Zabala Paz
- Alex Brizuela - Bianco
- Esteban Soberanes - Chalino Andrade
- Ricardo Ezquerra - Fierro
- Pamela Almaza - Elena Sanders
- Fabián Pazzo - Básico Vargas
- Aarón Balderi - Lucho Lacalle
- Tata Ariza - Gisela
- Evelyn Cedeño - Lila
- Patricia Bermúdez - Sabrina
- Ale Müller - Azul Montoya
- Alejandro Marquina - Renzo Campos
- Edison Ruiz - Alexis Garza
- Erwin Veytia - Antonio Arias
- Ítalo Londero - Fernando
- Evangelina Martínez - Abuela de Victoria[15]
- Nicky Jam - Él mismo
- Zion & Lennox - Ellos mismos
- Sebastián Yatra - Él mismo
- Ozuna - Él mismo

## Producción
La producción de la telenovela inició en 2016. Las grabaciones oficiales iniciaron el 5 de diciembre de 2016, y en marzo de 2017 se confirma que la fecha de estreno sería el 24 de abril de ese mismo año. Debido a su baja audiencia en sus primeras semanas fue removida los sábados a las 9pm/8c desde el 13 de mayo de 2017, siendo sustituida por dos horas de La querida del Centauro La telenovela estuvo al aire hasta el 3 de junio de 2017 donde finalmente fue removida de la programación. Los capítulos restantes fueron subidos a la página web del canal y a su plataforma Telemundo Now finalizando el 23 de agosto de 2017, con el episodio 76.

## Premios y nominaciones

### Premios Tu Mundo 2017
| Categoría             | Nominado (a)     | Resultado |
| --------------------- | ---------------- | --------- |
| Mejor serie           | Guerra de ídolos | Nominada  |
| Protagonista favorita | María León       | Nominada  |
| Protagonista favorito | Alberto Guerra   | Nominado  |